# Lahti L-35
La Lahti L-35 era una pistola progettata dal finlandese Aimo Lahti che fu prodotta tra il 1935 e il 1952. Circa 9000 pistole vennero create in quattro produzioni di serie.
L'arma aveva un acceleratore dell'otturatore per aumentare l'affidabilità in situazioni di freddo. Questo tipo di sistema è raro sulle pistole.
L'esercito finnico utilizzò la L-35 nella guerra d'inverno e nella guerra di continuazione, e fu la pistola ufficiale fino al 1980 dove venne sostituita dalla pistola FN HP-DA.

## Pistol m/40
Una versione semplificata e in qualche modo inferiore della L-35 venne costruita sotto licenza in Svezia e venne adottata dalle Forze Armate svedesi nel 1940. Il nome ufficiale militare svedese era Pistol m/40 ma è anche conosciuta come Husqvarna m/40 dal nome del manifattore, Husqvarna che produsse almeno 100.000 di queste armi tra il 1940 e il 1946.
A causa della poca qualità dell'acciaio usato nella fabbricazione della cartuccia da 9 mm adottata nel 1960, l'otturatore della canna iniziò a disgregarsi nel 1980. Come temporaneo rimpiazzo del Browning N°2 le pistole vennero rimandate in servizio fino al completo rimpiazzo negli anni novanta con le pistole 88 Glock che vennero adottate dal Esercito svedese, e Glock 19 dalla Forza aerea svedese.